# 아따맘마의 등장인물 목록
다음은 아따맘마의 등장인물 목록이다. 원래 이름과 한국어판 이름을 표시하며, 설명은 원래 설정대로 한다. 인물 옆에는 성우를 표시하였고, 원작에 대한 내용은 부연 설명에 넣었다.

## 다치바나 가
- 아빠 (다치바나(立花), 이름 미상/오영복): 오가타 겐이치/손종환

다치바나 가의 아빠. 오이타현 출신. 직장인으로 둥근 안경이 특징이며, 좋아하는 것은 지쿠와다. 연령은 분명하지 않지만 40대 같다. 골초라서 술과 담배를 끊지 못한다. 술에 취하면 자신한테 불필요한 것을 쓰레기봉투에 담아 버리는 '버리기 왕(일본어: 捨て魔)'으로 변한다. 입버릇은 '핫하'.
언제 무엇을 할지 예측할 수 없는 독특한 성격의 가장으로, 화장실 문을 연 채로 볼일을 본 뒤 변기물로 손을 씻거나 목욕 후 벌거벗은 채로 거실에 나오는 등 마이페이스 경향이 강해 남의 시선을 신경쓰지 않는 대담한 행동을 많이 한다. 말이 없는 편이라 생각한 것을 입 밖으로 잘 내지 않지만, 엄마한테는 의사를 알려 주기도 한다(때로는 서로 어긋나지만). 무슨 일이든 무관심한 듯 보이지만 은밀히 엄마의 기묘한 행동을 즐겨, 남모르게 엄마를 사랑하고 있다.
전철에서 옆자리에 앉은 만취상태의 남자가 토할 것을 미리 알고 자리를 뜨거나 엄마가 오토바이에 치일 것을 알고 뿌리치는 등 직감이 좋고, 어깨 주무르기를 잘하는 등 숨겨진 재능을 갖고 있지만 엄마한테 인정을 받지 못하고 있다. 생체시계가 꽤 정확해 자명종 시계보다 조금 빠르게 눈을 떠서, 같은 시간에 출근해 같은 시간에 퇴근해서 10시 이전에 잠든다.
최초로 전집 장편소설을 샀지만 곧장 질리고, 숙취 해소에 좋다고 추천받아 산 한약이 맛이 없어 그대로 놔두는 등 여러 가지 것에 갑자기 흥미를 갖다가 곧장 끊어버리는 나쁜 습관이 있다. 또 워드프로세서기로 주소 라벨을 만들다가 인쇄가 어긋나자 그냥 놔두거나 골프채를 사서 집안에서 휘두르다 전등을 깨 버린 이후 돌아보지 않는 등, 일의 진행 중 문제가 생기면 아예 손을 놓아 버리는 경향이 있다. 미신과 속설을 믿지 않고, 쓰레기 분리수거와 불우이웃돕기, 방습제와 항균가공 상품, 송이버섯의 맛과 효능, '화장실에 일반 티슈를 쓰면 막힌다', '초밥용 밥은 부채로 식힌다'같은 생활의 지혜에 대하여 회의적이지만, 그 대신 파칭코를 하는 것과, 마늘을 많이 먹으면 감기가 낫는다는 민간요법을 믿고 있다.
- 엄마 (다치바나(立花), 이름 미상/한애숙): 와타나베 구미코/이미자

다치바나 가의 엄마로 제2의 주인공. 오이타현 출신이다. 연령이 40대인 전업주부로, 반어인 같은 얼굴에 명란젓 비슷한 입술은 유전이지만 딸인 미깡한테까지는 이어지지 않았다. 꽤 비만 체질(체지방 비율이 51%)이다. 아빠와는 맞선 이후에 결혼했다. 부부 사이가 좋은 편이고, 외출 시에는 항상 둘이서 나간다. 사소한 것에도 목숨을 걸 정도의 절약가며, 청소기를 돌리면서도 발을 이용해 걸레로 닦거나 몸을 씻으면서 목욕탕 청소를 하는 등, 무슨 일이든 효율적으로 하지 않으면 만족하지 못하는 성격이다. 명랑하고 쾌활한 성격이지만 멋대로 지어낸 말은 모순투성이며, 일을 대충 하거나 게으름을 피우기도 하지만 아이들을 혼낼 때는 특이하게도 두뇌회전이 빠르다. 외고집으로 식구들과 말썽이 끊이지 않지만 집안에서는 약한 면도 있다.
항상 노래를 부르고, 그 중에 '정열의 붉은 장미(한국판에서는 김수희의 '애모')'가 가장 인기 있는 노래라서 자주 흥얼거린다. 패션에 둔감해서 미깡이 산 다운베스트를 구명조끼로 착각하거나, 화장실의 배색을 갈색과 노란색으로 맞추기도 한다. 브랜드 상품을 경멸하면서도 미깡을 일류 대학에 입학시키려고 한다. TV와 잡지 등 대중 매체에 나온 것들을 경솔하게 따라하다가 식구들을 곤혹스럽게 만들기도 한다.
요리는 잘 하지 못해서 미깡이 '칼라풀'한 도시락을 말한 것을 '믹스 베지터블(스위트콘과 콩 등이 섞인 것)'이 반찬인 도시락으로 만들거나, 된장국을 만들 때 된장이 떨어져서 대신 카레를 넣거나, 된장국 안에 마른 반찬이나 만두를 넣기도 한다. 저녁밥으로 치쿠와와 식빵, 소면, 두부, 팽이버섯, 통조림을 그대로 꺼내거나, 계란과 치리멘쟈코(뱅어 크기의 여러 생선을 말린 것)에 계란 얹은 밥만 있는 허술한 요리로 끝내거나, 카레라이스와 생선회 등 서로 어울리지 않는 음식으로 상차림을 할 때도 종종 있다. 하지만 상차림에 법칙이 있어 아빠의 월급날이 가까워질수록 반찬이 줄어들고, 월급이 나오면 돈가스 등 비교적 호화로운 식사가 나오기도 한다. 아빠가 집에서 저녁을 먹지 않는 날은 무조건 대충 만든 요리가 나오고, 또 날씨가 궂으면 엄마가 물건을 사러 가는 것을 귀찮아하는 탓에 변칙적인 식사가 나오는 경우도 있다. 이 법칙을 유즈히코가 발견해 아빠가 집에서 저녁을 먹지 않는 날을 'X데이'라고 이름지었다.
취미는 서예와 수영이고, 서예대회에도 참가하였다. 비와 선인장, 뱀, 벼락, 버스정류장에서 기다리는 것을 싫어한다. 중학교 때 별명은 '방방'.
외국 및 대만에서는 99화 에피소드에 나온 습자지의 낙관을 보고 엄마의 이름을 '今治翠(이마지 미도리)'로 보는 견해가 많았지만, 일본에서는 서예 작품에 쓰인 낙관이므로 본명이 아닌 자 또는 호로 봐야 하지 않겠냐는 의견도 있다.
- 다치바나 미깡(立花みかん/오아리): 오리카사 후미코/이계윤

본 작품의 주인공이자 다치바나 가의 딸로, 고등학생(2학년 1반, 애니메이션에서는 2학년 C반)이다. 17세. 미나미중학교를 나왔다. 이름은 아빠가 지어 주었다. 평범하고 소박해서 브랜드에 관심이 없고, 성격이 엄마를 닮았다. 꿈이 많아 다른 가정을 부러워한다. 키가 155cm로 작아 초등학생이나 중학생으로 오해를 자주 받는다. 엄마와 자주 말싸움을 하지만 항상 말발에서 밀린다.
다니고 있는 고등학교는 사복을 착용하는 남녀공학 고교이며, 도쿄 네리마구의 이구사고등학교(井草高等学校)를 배경으로 했다.
수업 중에 '마음에 없는 것'을 생각하다 선생님한테 자주 혼이 난다. 시간을 느슨하게 보내는 탓에 학교나 약속에 늦기도 하고, 공부할 때에는 아무 이유를 붙이려고 할 때도 있다. 시험 전날은 밤을 새서 공부를 하지만 다른 것(눈썹 다듬기, 아이돌 따라하기 등)에 신경을 써서 시간과 체력을 소비하게 되어 잠깐 눈을 붙이려다 아침까지 자거나, 집중이 안 된다는 이유로 밤을 새서 방 정리를 하는 일이 자주 있다.
엉뚱한 면도 있어 인체 단면도를 보고 '왜 2개로 나눠지지 않을까'하고 진지하게 고민하거나 '인도와 인도네시아', '도카이도 본선과 도카이도 신칸센' 등을 같은 명칭으로 생각하거나 자석에 잔돈이 붙는다고 생각하기도 한다. 잠버릇을 습기 탓으로 돌리기도 하고, 다른 사람의 재밌는 이야기를 듣고도 웃지 않는 이유를 '볼이 무거워서 마음 속으로는 웃겨도 얼굴은 웃지 않는다'라고 말하는 등 엉뚱한 변명을 한다.
테디베어 인형을 좋아하여 학교에서 테디베어 연구회(베어켄,ベア研)라는 부서에 들었으며 직접 인형을 만들기도 한다. 같은 반의 이와키를 짝사랑하지만, 단짝 선남이에게만 그 이야기를 털어놓는다. 장래에 혼자 살아갈 때 쓸 물건(머그컵 등)을 '어느 날의 상자'라는 이름의 상자에 담아 넣는데, 그 속에는 원치 않았으나 엄마에게서 받은 물건(동제 배수구 수채, 세면기 등)도 들어 있다.
애니메이션에는 처음부터 고등학교 2학년으로 설정됐지만, 원작 1권에서는 고등학교 1학년이라는 설정이었으며 2권에서 2학년으로 진급했다.
- 다치바나 유즈히코(立花ユズヒコ/오동동): 사카구치 다이스케/홍범기, 이노구치 유카(태어날 때)/정유미(어린 동동, 투니버스)/이다은(어린 동동, 재더빙판)

미깡의 남동생. 다치바나 가의 아들로, 중학교 2학년이다. 별명은 유우짱(ユーちゃん), 유즈삐(ユズピ), 유즈(ユズ), 유우(ユー)이다. 가와시마와 야마시타한테는 (유즈(유자)→유즈미소(유자와 된장으로 만든 요리)→미소(된장)→미소라 히바리)라는 발상으로 '히바리짱(히바리는 종달새라는 뜻)'으로 불리는 일도 있었다. 부끄럼을 잘 타고 민감한 성격이라 엄마와 미깡의 뻔뻔함에 상처를 받거나 아빠에게 부담을 느끼는 일도 있다. 엄마한테는 조금 보호받은 구석이 있지만 집안에서 제일 일반상식이 풍부하고 머리도 똑똑하여, 뭔가 실패가 많은 엄마와 미깡의 반면교사 역할을 한다. 한편 자신의 신체에 관심이 없어 언제 큰 것을 볼지를 모르는 등 어딘가 모자란 면도 있다. 정반대의 성격인 엄마와 미깡과는 자주 말싸움을 하고, 과거에 낫토 얹어 먹는 방법을 세세하게 일러 주어서 '낫토대장'이라고 야유를 받은 적도 있다.
반에서 여자 아이들한테 매력을 끌기도 하지만 사랑에는 늦어 좋아하는 이성은 아이돌 스타뿐이다. 아이돌인 마루노 마루미(원작에는 ◎◎◎코-한국판 "왕방울")의 숨은 팬으로, 애니메이션에서는 마루미가 실려 있는 잡지를 손에 넣기 위해 서점을 찾아 돌아다니기도 한다. 취미는 음악감상과 독서 및 직소퍼즐. 자신의 방에 틀어박혀 헤드폰을 끼고 음악을 자주 듣는다. 갑자기 철학적인 사고에 잠길 때도 있다. 가끔 야식(소면, 빵 등)을 먹어서 엄마한테 혼나기도 한다(간식도 많음). 새를 무서워하는데, 어릴 적 새가 머리와 팔에 앉았을 때 친구한테 '똥을 싼다'라는 말을 들은 이후 싫어하게 되었다.

## 미깡과 주변 인물

### 고등학생
- 시미짱(しみちゃん/남선남): 마토이 가오리/이희수(1기)/김선혜(2기 이후)/김보나(재더빙판)

미깡과 같은 반 친구로, 본명은 (시미즈, 清水)이다. 미깡과는 허물없는 사이로 잡담하는 것을 즐긴다. 모든 것을 달관한 듯한 가치관의 지주로 어른 같은 스타일을 보여줘서 미깡이 동경한다. 반대로 시미짱은 미깡의 천진난만한 면을 즐긴다. 담배를 피우는 동작을 하는 것이 버릇으로 그때 미깡은 손으로 재떨이를 만들어 주는 시늉을 했으나, 최근에 고등학생의 음주·흡연문제가 대두되면서 볼 수 없게 되었다. 영화판에서는 엄마가 '명란젓 입술의 시미짱'이라고 말했다. 원작 5권의 보너스 만화에서는 미깡이 초등학교 1학년 때 이야기에 유년기의 시미짱 비슷한 인물이 등장했던 것으로 보아 미깡과는 초등학교 이후 같은 반이라고 생각된다.
- 유카린(ゆかりん/유진): 이케자와 하루나/정유미

미깡과 같은 반이다. 원작에는 이름이 없고, 애니메이션에서만 본명이 유카(ゆか)이다. 미깡과 시미짱과 함께 다니는 경우가 많다. 보통 어른스럽지만, 웃을 때에는 남을 신경쓰지 않고 포복절도한다. 3일에 한 번은 치한을 만나는 것 같다고 이야기한 적이 있다. 미깡처럼 약속 시간에 늦는다. 영화판에서는 엄마가 '만쥬 얼굴의 유카린'이라고 말했다. 전통 건축 양식의 집에 살고 있다. 애니메이션에서는 얼굴이 닮은 상냥한 어머니(성우는 오카무라 아케미)도 등장했다. 어머니의 손맛이 아닌 음식은 별로 좋아하지 않기 때문에, 남이 깎은 사과도 먹지 않으려고 한다.
- 아사다(浅田/소담): 아사이 하루미/정혜옥

테디베어 연구회의 부장으로 통칭 아사코(애니메이션에서만). 체형이 포동포동하고 눈이 작다. 원작에는 이름이 없고, 애니메이션에서의 이름은 아사다와 카지이를 담당한 성우의 성을 한 글자씩 맞바꾼 것이다.
- 가지이(梶井/난희): 가지타 유키/이용신

테디베어 연구회로, 눈이 크다. 아사다와 함께 있는 경우가 많다. 원작에는 이름이 없고, 애니메이션에서의 이름은 아사다와 같은 방식으로 지어졌다.
- 리오(理央/상지): 오모토 마키코/한신정

테디베어 연구회로, 호화 저택에 사는 부잣집 딸이지만 그것을 자랑스럽게 여기지 않고, 오히려 상류계급의 생활에 질리는 성격이다. 집 안에도 화장을 하는 미인 어머니(성우는 유즈키 료카)와 취미를 즐기는 아버지(성우는 도타니 코지, 애니메이션에서만 목소리로 나옴)가 있다. 가는 눈은 엄마를 닮았다.
- 닛타(新田/왕주화): 모리타 치아키/주자영(1~4기)/김보영(5기 이후)

테디베어 연구회로, 미깡 일행의 후배(고1)이다. 체형은 포동포동하고 알이 흐린 둥근 안경을 썼으며 단발머리이다. 평소에는 다소 무기력해 보이지만 문화제에 청춘을 걸 정도로 열정가이다. 세심한 성격을 살려 장래 직업을 비서로 생각하고 있다. 그녀의 발언은 미깡 일행의 이야기에 씨가 되어 '닛타 어록'을 짓게 만든다. 문화제 때 테디베어 연구회의 테디베어 전시에서, 부원 각자의 돈을 모아 산 곰인형 복장을 닛타가 입은 채로 브레이크 댄스를 춰서 전시를 성황리에 마칠 수 있었다. 테디베어 연구회 부원 중에서 유일하게 남자친구가 있다.
- 닛타의 남자 친구(연우): 카미야 히로시

닛타와 교제 중인 남자로 성격이 친절하다. 미깡을 테디베어 연구회 중에서 제일 미인이라고 평했다.
- 요시오카(吉岡/이원중): 누마타 유스케/김기흥/이민규(재더빙판)

미깡과 같은 반. 불쾌한 성격으로 미깡한테 간섭을 하기도 하지만, 미깡과는 중학교 때부터 친구여서 친하다. 하지만 미깡은 요시오카를 어디까지나 친구로서만으로 생각하며, 그 이상의 관계는 없다고 주장하고 있다. 이와키와 사이가 좋아, 그에게 미깡의 기묘한 행동을 폭로하는 일도 있다. 머리카락이 이마에서 한 가닥밖에 나지 않는다(원작에서는 '초등학교 때에는 눈썹 위까지 덮을 정도로 머리카락이 길었지만 고등학교에 들어오고 나서부터 머리가 빠지기 시작해, 지금은 몰라 볼 정도의 상태가 되었다'라고 이야기 함. 그 원인은 밝혀지지 않고 있다.). 꽃가루 알레르기와 설사가 심하다.
- 이와키(岩木/박철연): 미도리카와 히카루, 쓰무라 마코토/현경수/서정익(재더빙판)/이소영(어린 철연)

미깡과 같은 반. 키가 크고 성격이 온화하다. 버스 안에서 미깡이 떨어트린 볼펜을 주워 준 적이 있다. 그 이후로 미깡은 이와키의 앞에 오거나 서 있지도 못할 정도로 반했지만, 본인은 그것을 모른다. 요시오카와 사이가 좋다. 4살 아래의 동생이 있다. 파마를 했다가 실패해서 빡빡머리로 학교에 온 적이 있다. 극장판에서는 엄마한테 약하다고 평가받았다.
- 노바라(のばら/달래): 쿠라타 마사요

미깡과 같은 반. 원작에는 이름이 없고, 미깡과 함께 통학한다.
- 미에(ミエ/미애): 시라토리 유리/이용신

미깡과 같은 반. 성격이 솔직하다. 원작에는 이름이 없고, 미야지마 선생님의 '지금밖에 할 수 없는 것'의 이야기에 영향을 받아, 세일러복을 입고 등교했던 적이 있다.
- 쓰카모토(塚本): 요시미즈 다카히로

미깡과 같은 반. 원작에는 이름이 없고, 얼굴이 직사각형처럼 생겼다.
- 하루야마 후부키(春山 ふぶき/안새봄): 다나카 리에/이용신

미깡과 같은 반. 침착한 아가씨 타입의 미소녀로 남자들한테 인기가 높지만, 둔한 면이 있어 남의 호의를 자각하지 못하고 무관심해서 '요주의 인물'로 평가받았다. 성격은 부드럽다.
- 오야마(大山): 마루타 마리

미깡과 같은 반. 원작에는 이름이 없고, 테니스 부에 소속되었다.
- 모리(森/기철): 히라야마 슈지

미깡과 같은 반. 성격이 친절해서, 그림 도구를 잊은 하루야마 후부키를 위해 집에 돌아가서 형 것을 갖고 왔지만, 하루야마가 사토미한테 도구를 빌리는 바람에 호의가 물거품이 되었다. 원작에는 이름이 없고, 수염을 기르고 있다.
- 야마다(山田/최재경): 미나가와 준코

미깡과 같은 반. 시미짱을 마음에 들어하지만 미깡에 대해서는 이상하게 냉담해 보인다.
- 가오리(かおり/서향기): 아타라시 치에코

미깡과 같은 반. 애니메이션에서만 등장한다. 미깡과 초등학교 때부터 친구로, 안 좋은 일이 있을 때는 그 기분을 와카로 쓴다. 초등학교 때 별명을 미깡이 드러내자 그것을 슬며시 비난하는 와카를 썼지만, 시미짱의 중개로 화해했다.
- 유카리(ゆかり/유리)

미깡과 같은 반. 원작에서만 등장한다. 와카를 쓰는 것은 가오리와 같으나, 자신이 브래지어를 안 입고 왔다는 사실을 미깡이 남한테 이야기한 것을 슬며시 비난하는 와카를 썼다. 애니메이션에서는 가오리로 바뀌었다.
- 구보타(久保田/문수): 오카노 히로스케/이호산

미깡과 같은 반. 엄마가 '배우가 될 정도로 생겼다'라고 칭찬했지만 미깡은 부정한다.
- 사토미(智美): 시마카타 준코

미깡의 친구로 미술반 소속이다. 원작에는 이름만 나와 있다.
- 아이하라(相原): 마츠오카 유키

미깡이 체육 선택 수업으로 유도를 할 때 같이 했던 학생이다.
- 구미(クミ): 간다 아케미 ※엔딩 크레딧에서는 神田朱未가 아닌 神田朱美로 잘못 표기되었다.

아이하라처럼 유도를 할 때 같이 했던 학생으로, 아버지가 패션에 관심이 있다(애니메이션에서만).
- 에미코(エミコ/예빈): 카와스미 아야코/김현지

미깡 옆 반의 여학생으로 미야타와 교제중이다. 애니메이션에서만 등장.
- 미야타(宮田/준한): 시모와다 히로키/최승훈

미깡 옆 반의 남학생으로 에미코와 교제중이다. 애니메이션에서만 등장.
- 무라타(村田/우열): 기타무라 마사시/이호산

미깡과 같은 반. 애니메이션에서만 등장하고, 에미코를 짝사랑하다가 실연한다.

### 선생님들
- 무라카미(村上/구공태): 오타 신이치로/신용우

미깡네 반의 담임으로 세계사를 맡고 있으며 결혼을 했다. 미깡은 그를 남자답다고 말했지만, 선생님이 도시락 그릇을 씻고 있는 것을 보자 '아내한테 꾸지람 듣는 것이 아닌가'라고 생각한다. 학생들은 '무라카미 짱'이라고 허물없이 부른다.
- 미야지마(宮嶋): 시로야마 겐/신용우

미깡의 고문(古文) 과목 교사로, 백발에 안경을 써서 미야자키 하야오와 비슷하게 생겼다. 수업 중에 학생들과 잡담을 자주 하고, 미깡은 그 이야기에 흥미를 갖는다. 원작에는 이름이 없다.
- 오가와(小川): 나가시마 유코→시마무라 가오루→카츠키 마사코

미깡의 체육 과목 교사.
- 히토미(ひとみ)

미깡의 수학 담당 교사로, 원작 11권에서만 등장. 별명이 우귀(牛鬼)로, 마작을 잘 해서 작귀(雀鬼)라는 별명에서 온 듯하다. 콧구멍이 큰 것이 특징이다. 교내에서는 지압 샌들을 신고 작은 보폭으로 걷는다. 교무실에서 수염을 깎는 것과, 교실에 들어 가기 전에 립스틱을 바르는 것이 목격되어 학생들한테 웃음을 산다. 가장 화났을 때는 콧구멍에서 미사일이 나온다는 소문이 있다.
- 물리 선생님: 오카 가즈오

미깡의 물리 담당 교사.
- 미술 선생님: 나가사코 다카시

미깡의 미술 담당 교사로, 자기 작품을 칭찬하는 것에 대해 '부끄러울 뿐'이라는 '아저씨 개그'로 반격하지만, 미깡한테도 영향을 받게 된다.
- 한문 선생님: 우가키 히데나리

미깡의 한문 담당 교사.
- 지리 선생님: 우가키 히데나리

미깡의 지리 담당 교사로, 정답이 소련(ソ連)인 문제를 미깡이 정답을 히라가나로 써서 틀린 것에 대해, 엄마가 미깡한테 '세세한 성격 때문에 독신이다'라는 등의 얘기를 한다.
- 영어 선생님: 세키네 노부아키, 도다 유미

미깡의 영어 담당 교사. 첫 번째 영어 선생님은 독특한 말투를 구사한다.
- 국어(일본어) 선생님: 쓰카다 마사아키

미깡의 국어 담당 교사.

#### 그 밖의 인물
- 피짱(ピーちゃん/순정): 카와타 타에코

미깡의 초등학교 때 친구로, 홋카이도에 이사가게 되어서 미깡한테 편지를 쓴다고 약속했으나, 정작 미깡에게는 보내지 않았다.
- 히로(ヒロ/부영): 타키모토 후지코

미깡의 초등학교 때 친구로, 피짱은 미깡 대신에 히로에게 편지를 보냈다.
- 요시다 이치코(吉田一子/미수): 마쓰모토 미와

미깡의 초등학교 때 친구로, 별명은 잇짱, 이치고(딸기를 뜻함)이다. 일기를 써서, 미깡이 그 영향을 받게 되었다.
- 오카자키(岡崎): 가도와키 마이

미깡의 초등학교 때 친구로, 반은 다르지만 서예 교실에 같이 다녔다.
- 사노(佐野/인서): 다구치 히로코

미깡의 초등학교 때 친구로, 여고에 다닌다. 애니메이션에서만 등장. 다이어트에 성공해서 포동포동한 몸매가 날씬해지게 되었다. 어른다운 여자가 되고 싶은 미깡은 마음에 들었지만, 엄마는 고등학생답지 않다고 싫어한다.
- 어릴 적의 친구(하은): 노나카 아이

미깡이 어릴 때 같이 놀았던 소녀로, 미깡이 개나리꽃을 날릴 때 있었다.
- 고야마(小山): 미야타 히데키

미깡의 중학교 때 동창으로, 요시오카와 아키와도 사이가 좋다. 원작에는 이름이 없다.
- 아키(アキ): 마츠오카 유키

미깡의 중학교 때 동창으로, 요시오카와 고야마와도 사이가 좋다. 원작에는 이름이 없다.
- 요코타(横田/형석): 시모와다 히로키

미깡의 중학교 때 동창으로, 남고인 ○×고등학교에 다닌다. 미깡의 모습을 평범하다(일본어: 十人並み, 열 명을 늘어 놓은 모습에서)고 했지만, 미깡은 그 뜻을 열 명 뺨친다는 뜻으로 잘못 알고 기뻐했다.（'한국판 85화 - 아리는 평범해'에서 등장.）

## 엄마와 주변 인물

### 친척들
- 할머니: 아리카 미즈카, 쓰쓰 미나코(젊을 때)

엄마의 엄마이자 미깡과 유즈히코의 할머니이다. 큐슈 방언을 유창하게 하며, 얼굴과 고집 부리는 성격이 엄마를 닮았다.
- 할아버지: 이토 히로시

엄마의 아빠이자 미깡과 유즈히코의 할아버지이다. 시대에 순응하는 성격이나, 엄마가 선물하려고 한 온천 여행을 숙소 화장실에 비데가 없다는 이유로 거절했다.
- 숙모: 호시노 치에코

엄마의 남동생의 부인.
- 사촌들: 미우라 마사코, 쓰무라 마코토, 후쿠모토 미사토

엄마가 젊었을 때에 미깡과 유즈히코와 같이 놀았다. 그 중 한 명은 히로(ヒロ)라는 애칭으로, 쥬스를 마신 후에 잠들었을 때 입가에 개미가 모여든 일이 있었다.

### 이웃들
- 미즈시마(水島/승민엄마): 아이카와 리카코/한신정/이선주(재더빙판)

엄마의 친구로, 미깡이 초등학교 다닐 때 학부모회를 통해 알게 되었다. 그 당시 갓파와 비슷한 헤어스타일 때문에 엄마가 착각했는데, 반대로 미즈시마는 엄마를 반어인으로 착각했다(원작 8권의 보너스 만화에 등장). 눈이 삼각형이고 목소리 톤이 높은 것이 특징이며, 엄마와 자주 시민풀장에 다닌다. 고등학교 2학년인 아들인 쥰(純, 한국어 이름은 승민)이 있어, 초등학교 때 미깡이 좋아하게 되었다. 남편 성우는 고바야시 미치타카, 쥰 성우는 스즈무라 겐이치가 맡았다.
- 도야마(戸山/진주엄마): 다마카와 사키코/주자영(1~4기)/김보영(5기 이후)/임은정(재더빙판)

엄마의 친구로, 미즈시마와 함께 잡담을 하며 매년 여행도 같이 갔다 온다. 이들 3명 중에서 비교적 고급스러운 성격이다. 둥근 사각형 모양의 녹색 안경을 쓰고 있다.
- 미스미(三角/단비엄마): 야마구치 나나/정유미

엄마의 친구로, 얼굴형이 주먹밥처럼 둥근 삼각형이다. 남편은 의사(병원 이름은 '미스미 클리닉')이고, 고급 맨션에 살며, 프랑스 요리 가게에서 식사를 하거나 자기 집을 리모델링하는 등 부유한 주부이다.
- 모리(森/예나엄마): 다마코리 요시노

엄마가 다니는 서예 모임의 친구이다. 원작에는 이름이 없고, 고급스러운 성격이라 엄마와 대화가 잘 이어지지 않는다. 남편 성우는 다와라 아루노가 맡았다.
- 사카타(坂田/사랑엄마): 사쿠마 레이/김현심

엄마의 친구로, 다치바나 가가 이사오기 전 동네에 살 당시에 알게 되었다. 엄마가 몸이 약하다고 생각해 여러 가지 건강법을 추천해 준다. 원작 11권에 등장하며, 딸의 이름은 아이(愛/사랑)로 미깡의 친구이다. 남편 성우는 다구치 다카시/최지훈, 아이 성우는 히라마쓰 아키코/이소은 이 맡았다.
- 야마자키(山崎): 마미

유즈히코네 반 친구의 엄마로, 엄마가 그 사람한테 유즈히코가 '낫토 대장'이라는 것을 폭로한다. 원작에는 이름이 없다.
- 기무라(木村/명호엄마): 에모리 히로코

엄마의 친구로, 안경을 쓰고 전형적인 어투를 쓰는 귀부인으로, 부자이지만 동생이 백화점 직원이라 연줄(사내 판매)을 이용해 8~90% 할인된 가격으로 옷을 산다(원가 8만엔의 블라우스를 8천엔에 삼).
- 스즈키(鈴木): 사이토 기미코

다치바나 가의 옆집에 사는 주부로 눈꼬리가 아래로 내려가 있다. 엄마한테 여러 가지를 나눠 준다. 린이라는 어린 딸이 있는데, 애니메이션에서는 스즈키의 눈꼬리를 닮았다. 린 성우는 고지마 가즈코가 맡았다.
- 야마무라(山村): 가타오카 사유리

엄마의 옛날 친구로, 엄마가 두 자녀를 둔 것을 듣고 '시간이 빠르게 지난다'고 생각해 놀랐으나, 엄마는 '그렇게 큰 아이가 있다고는 생각하지 못했다'라는 말 때문에 자신이 아직 젊어 보인다고 믿게 된다. 원작에는 이름이 없다.
- 구리타(栗田): 나카지마 도시히코

엄마의 고등학교 때 동창으로, 당시에는 미남이었으나 동창회 때는 대머리가 되어, 엄마가 찍은 기념사진에는 머리 부분에 빛이 모여서 엉망이 되었다.
- 미용사: 와타나베 미사

엄마가 자주 가는 미용실의 미용사.
- 집 주인: 타키모토 후지코

타치바나 가가 이전에 살던 연립 주택의 주인으로, 엄마와 관계가 깊다. 생김새는 이가 튀어나오고 안경을 썼다. 미깡이 어릴 때 목욕탕의 욕조에 실수를 하자 엄마와 같이 뒷처리를 했다. 원작 2권의 보너스 만화에 나온다.
- 하카마타(ハカマタ 또는 袴田)

엄마와 아는 사이로 같은 맨션에 산다.
- 탓군(たっくん/은찬):

하카마타씨의 아들로 집에서 유즈히코와 놀았다. 원작에서는 엄마가 하카마타 씨 집에 갔을 때 코타츠 안에서 발가락으로 꼬집어서 울리고 말았다.
- 미소(ほほえみ/보라엄마)씨: 와타나베 나오코/이소은

본명은 마치코(マチコ)이다. 항상 웃는 얼굴을 하고 남을 배려하는 성격 때문에 거절하는 것을 어려워해서, 남편이 입원을 하는 등의 심각한 상황마저도 뒤늦게 이야기한다.

## 유즈히코와 주변 인물
- 후지노(藤野/김한돌): 야마구치 캇페이/신용우/김민주(재더빙판)

유즈히코와 같은 반이자 가장 친한 친구로, 자주 장난을 치면서 논다. 삼형제 중 첫째로, 둘째 동생인 다카시(タカシ)와 셋째 동생(성우는 마미야 구루미가 맡음)이 있다. 초기에는 누나가 있는 유즈히코를 부러워하고 미깡을 잠깐 본 이후에 홀렸지만, 최근에는 스도를 짝사랑하고 있는 장면도 보인다. 다치바나 가의 사생활에 관심이 있다. 말수가 많고, 자신의 생각을 곧장 입 밖으로 드러낸다. 자택인 맨션의 방 안은 부모가 맞벌이인 탓에 물건이 어질러져 있어서, 놀러 온 유즈히코를 끌어들였다. 설사 증세가 있다.
- 가와시마(川島/김송이): 미즈타 와사비/이용신/강새봄(재더빙판)

유즈히코와 같은 반으로, 유즈히코, 후지노, 야마시타와 함께 수영장에 놀러 가기로 한 날에 갑작스럽게 유즈히코와 단둘이 가게 된 이후로 유즈히코를 짝사랑하게 된다. 유즈히코의 관심을 끌기 위해서 매일 노력을 하지만, 때로는 스토커로 의심 받을 만한 행동도 한다. 유즈히코와 사이가 좋은 이시다에 대해 특히 질투심을 느낀다.
- 야마시타(山下/하은별): 뎃포즈카 요코/정혜옥/이소은(새로운 아따맘마)/김아롱(재더빙판)

유즈히코와 같은 반으로, 카와시마와 친하다. 폭주 상태의 가와시마를 냉정하게 설득시킨다. 가와시마의 유즈히코에 대한 집착에 조금 기막혀하지만, 때로는 카와시마를 도와 주는 상냥한 여학생이다. 카와시마를 도와주면서 새로운 아따맘마에서는 자신도 유즈히코를 좋아하게 되었다.
- 이시다 유리(石田ゆり/신여울): 고사쿠라 에쓰코/이희수(1기)/김선혜(2기 이후)/이다은(재더빙판)

유즈히코와 같은 반이다. 음식을 냄새 맡으면서 먹고, 손을 씻은 다음에 커튼에다 닦고, 얼굴의 기름으로 비닐 포장의 접착 부분을 조절하고, 학교 급식에 벌레가 들어가 있는 것이 발견되어도 켄친시루(야채를 참기름에 볶아 간장으로 맛을 조절한 국의 일종)를 먹고, 화장실에서 소리를 없애기 위해 기묘한 음성을 내는 등 기이한 행동을 많이 해서, 반의 여학생들한테 켄(ケン, 냄새를 맡으면서 먹는 모습을, 개(犬)의 발음인 いぬ를 한자 발음으로 읽는 것)이라는 별명이 지어지고 친구들과 멀어지지만, 유즈히코와 스도한테서는 개성으로서 그 재미를 인정받고 있다. '토오량세(동요의 일종으로, 일본의 횡단보도에서 파란 불이 들어 왔을 때 나옴)의 멜로디를 자주 부른다. 또 엽서를 자주 투고하는데, 심야 라디오 프로그램에 '스톤 TM(한국어판은 아줌마가 대왕)'이라는 라디오 네임으로 투고했다.
- 스도(須藤/민채연): 히가미 교코/정유미

유즈히코와 같은 반으로, 영리하며 이시다의 좋은 이해자이다. 친구들과 멀어진 이시다한테 말을 걸어 주어 사이가 좋아지게 되었다. 유즈히코, 후지노와 사이가 좋다.
- 아라이 나스오(新井ナスオ/박정식): 미야타 유키→사이가 미츠키→오츠카 미즈키/현경수/이창민(재더빙판)

유즈히코와 같은 반으로, 이름 그대로 얼굴이 가지처럼 생겼다. 원작에는 이름이 없고, 유즈히코와 같은 마루노 마루미(원작의 ◎◎◎코)의 팬이다. 따라하기를 잘 한다.
- 오야마다(小山田/시우): 사이가 미츠키→다카토 야스히로→노지마 켄지

유즈히코의 친구로, 유즈히코, 후지노, 나스오와 사이가 좋다. 후지노한테서 들은 소문의 영향으로 미깡을 동경하게 된다. 여자 가슴을 좋아해서 유즈히코한테서 빌린 미깡의 사전에 '몸짱 누나'라는 낙서를 한다.
- 친구1: 키시오 다이스케

유즈히코의 친구.
- 후쿠자와(福沢/민주): 미야지마 에리

유즈히코와 같은 반으로, 시험 날 '이제 끝났다'라고 시험을 망칠 듯이 말해놓고, 학년 상위권의 고득점을 받은 우등생인 여학생이다.
- 리나(里奈/하나): 고즈키 미카

유즈히코와 같은 반으로, 반에서 제일 예뻐서 남자들한테 인기가 많다. 립스틱과 스킨을 바른다.
- 카와이(河合/보미): 타키모토 후지코→야마구치 마유미→와카나 요코

유즈히코와 같은 반으로, 유즈히코한테 사랑하는 마음을 품고 있어, 발렌타인 데이 때 초콜릿을 바랐던 후지노한테 선물했던 것 말고도 유즈히코한테도 진짜 선물을 했다. 원작에는 이름이 없다.
- B코(B子): 와카나 요코

유즈히코와 같은 반으로, 원작에는 이름이 없다.
- 하라(原/하강심)선생님: 우에무라 노리코/정유미

유즈히코의 담임 선생님으로 성격이 차근차근해서, 급식을 먹을 때 반찬을 남기는 것을 절대 용서하지 않는다. 발렌타인 데이에 소지품 검사를 해서 초콜릿을 몰수하고, 감기로 마라톤 대회의 연습을 쉬는 경우는 부모의 허락이 없으면 쉴 수 없다는 등 매우 엄격한 여자 선생님으로, 학생들 사이에서 하라센(ハラセン)이라는 무서운 별명을 갖고 있다.
- 하야시(林)선생님: 고세키 하지메

유즈히코의 수학 담당 선생님으로, 지각한 사람한테 문제 풀이를 시킨다.
- 체육 선생님: 에가와 히사오→마츠모토 야스노리→이나다 데쓰

유즈히코의 체육 담당 선생님으로, 체육을 좋아하고 정신론과 근성론을 갖고 있는 전형적인 체육 교사이다.
- 과학 선생님: 나카무라 다이키

유즈히코의 과학 담당 선생님이다.
- 사토시(サトシ/욱이)

유즈히코의 옛 친구로, 다치바나 가가 이전에 살았던 연립주택의 친구이고, 이사할 때에 유즈히코와 헤어질 당시 기념으로 눈 앞에서 볼일을 보게 만들려고 했으나 실패로 그쳤다. 원작 11권의 보너스 만화에 등장한다.
- 노스승: 후지모토 유즈루

유즈히코의 상상 속 인물로, 유즈히코가 생각을 할 때 나타나서 조언을 해 준다.
- 마루노 마루미(丸野丸美/왕방울): 와카나 요코/정혜옥

유즈히코가 남몰래 빠져 있는 그라비어 아이돌로, '기분 나쁘다', '바보 같다'라는 등 주위에서는 평가가 좋지 않다. 원작에서는 ◎◎◎코(子)라는 이름으로 나온다.
- 요코링(ヨーコリン/유유진): 다카노 나오코

그라비어 아이돌로, 유즈히코의 꿈 속에 나온다. 원작에서는 '◎◎'라는 이름으로 되어 있다.
- 이발사: 아키모토 요스케

유즈히코가 가는 이발소의 이발사로, 좋아하는 헤어 스타일을 이해해 주지 못해서, 유즈히코는 이곳의 미용실을 싫어한다. 머리를 길게 기를 당시에는 경쾌한 리듬의 음악을 들려 주면서 허리를 흔든다.

## 아빠와 주변 인물
- 야마다(山田): 나카 히로시

아빠의 고향 친구로 쇼지(東海林)상사에 근무한다. 머리가 튀김 어묵처럼 생겨서 엄마가 '사쓰마아게 씨(투니버스 한국 더빙판에서는 치킨 맥너겟)'라는 별명을 지었다. 아빠와 함께 술을 마시러 왔지만, 회사의 서류를 잊은 채로 돌아갔다.
- 다나카(田中): 나리타 겐

아빠의 회사 동료.
- 동료1: 이나바 미노루

아빠의 회사 동료로 술친구이다.
- 동료2: 카케가와 히로히코

아빠의 회사 동료로 술친구이다.
- 동료3: 오타키 신야

아빠의 회사 동료로 술친구이다.

## 기타
- 마키티(マキティー)

애니메이션에서 TV에 나오는 가수로, 미깡이 방에서 그 가수의 헤어스타일을 따라하게 된다. 원작에서는 일본의 여성 2인조 그룹 PUFFY와 비슷한 인물이 나온다. 원작에서 나온 노래 가사는 일본음악권저작협회(JASRAC)의 제985640-413호로 등록이 되어 있다.
- 다음 예고 아나운서: 하기노 시호코(TV 아사히 아나운서)

다음 회 예고 등에서 경쾌한 나레이션을 담당하고 있다. 극장판에서도 애니메이션 캐릭터로서 출연했다. 보너스 코너의 '당신이 사는 거리에 엄마가 온다!'에도 실사 출연했다.
- 나레이션: 시마모토 스미

무분별하게 보이지 않지만, 과거에 3회 연속 나레이션을 담당한 적이 있다.
- 치쿠와누(チクワーヌ): 고지로 치에

5주년 기념 특별 스토리 '앞치마 탐정'에 등장했다. '건강한 할머니 그랑프리'에 뽑힌 화과자의 가메(カメ) 할머니를 유괴하고, 앞치마 탐정(엄마) 일행한테 문제를 내게 하나, 마지막에 앞치마 탐정의 활약으로 패배해서 정체를 드러냈다. 그 정체는 엄마와 아는 사이인 마을 회장의 부인이었다.

### 극장판
- 다나카(田中/양두식): 다카기 와타루/선호제

경마장에서 벼락 때문에 비둘기와 몸이 뒤바뀐 남자로, 미깡과 엄마가 교토로 수학여행을 갔을 때에 만났다.
- 야마모토(山本): 오니시 다케하루

미깡과 같은 반. 극장판에서 등장. 엄마가 잘 생겼다고 칭찬하지만, 별명이 모아이일 정도로 얼굴이 길고 못생겼다.
- 영어 선생님: 쓰카다 마사아키

극장판에서만 나오는 미깡의 영어 담당 교사.
- 쓰키오카 슈조(月岡修造): 히로모리 신고, 노지마 켄지(어릴 때)

극장판에서만 나오는 엄마의 고등학교 동창. 엄마가 짝사랑했었다.
- 구마다(熊田): 가타오카 도미에

극장판에서만 나오는 엄마의 고등학교 동창.

### 특별 출연
- 노하라 신노스케(野原しんのすけ, 크레용 신짱에서): 야지마 아키코

당시 이 애니메이션이 방송되었던 시간인 금요일 저녁 7시 후반의 원래 프로그램은 크레용 신짱이라서, 아따맘마 제1회에 깜짝 출연해서 방송 시간의 변경을 알렸다. 그 후 2004년 크레용 신짱과의 특별 프로그램에서 출연했다. 다치바나 가에 신노스케가 찾아 와서 엄마와 얘기를 하거나, 가스가베(春我部) 역(가스카베(春日部) 역의 패러디)으로 엄마가 신노스케를 만나러 가거나, 보너스 코너인 '다치바나 초과학연구소'와 '마더 다치바나'에도 출연했다. 2006년 여름에는 보너스 코너 '당신이 사는 거리에 엄마가 온다!'에 함께 출연, 인형 옷을 입은 모습인 엄마와 신노스케가 이즈에서 재회하는 실사영상이 두 프로그램의 엔딩으로 들어갔다. 또 2007년 4월 7일 '크레용 신짱' 재방송(일부 지역 제외, 간토 지역에서는 아따맘마와 같은 시간대에 방송해서 아따맘마는 쉬게 됨)에서도 크레용 신짱 극장판 15주년 기념으로 다시 엄마와 함께 출연했다.
- 오와다 바쿠(大和田獏), 오시타 요코(大下容子, TV 아사히 아나운서), 사사키 마사히로(佐々木正洋, TV 아사히 아나운서)

('와이드!스크램블(TV 아사히에서 하는 프로그램)'에서)
위 3명은 TV 방영으로 해서 실사로 출연했었다. 실제의 '와이드!스크램블' 영상이 흘러 나갔다.
- 이언 소프

세계수영선수권을 TV 아사히 계열 방송사에서 독점 중계를 하고 있는 관계로 전에 두 번 출연했던 적이 있어서, 엄마와 면식이 있다.
- 이시마루 켄지로('세계의 차창에서' 나레이션)

'크레용 신짱'과의 특별 프로그램에 방송된 '세계의 차창에서(TV 아사히에서 하는 세계 기차 여행 프로그램)'의 패러디로 나레이션을 담당했다.
- 고이즈미 교코

4회 출연. 실사가 아니라 애니메이션에서 목소리를 본인이 맡아서 출연했다. 두 번째 오프닝 곡인 '아따신치노 우타(우리 집 노래)'를 불렀다. 처음에는 '우리집 가면(あたし仮面, 가칭)'으로 얼굴을 가리고 출연했고, 마지막에 정체를 드러냈다.

## 같이 보기
- 아따맘마

1. ↑  동전은 주로 구리, 아연 등으로 만들어지기 때문에 자석에 붙지 않는다.